# Martina Cufar
Martina Cufar (Jesenice, 14 gennaio 1977) è un'arrampicatrice slovena.
Pratica l'arrampicata in falesia, il bouldering, le vie lunghe e ha gareggiato nelle competizioni di difficoltà.

## Biografia
Ha cominciato ad arrampicare a dieci anni accompagnata dal padre. A tredici sono arrivate le prime competizioni e a sedici la Coppa del mondo lead.  Dal 1996 al 2002 ha avuto come allenatore l'alpinista sloveno Tomo Česen. Dal 2006 ha lasciato le competizioni per dedicarsi solo all'arrampicata in falesia e alle vie lunghe. Pratica anche lo skydive e lo yoga.
Il 21 luglio 2013 ha compiuto la prima salita femminile dell'8a Digital Crack sul Grand Gendarme dell'Arete de Cosmique, a circa 3.800 metri nei pressi dell'Aiguille du Midi. La via era stata aperta e liberata pochi giorni prima dal marito Nicolas Potard insieme a Victor Estrangin. La via si trova sullo spigolo a destra di Digital Crack, la prima famosa via di 8a su questo monolite di roccia.
Ha scalato 229 vie tra l'8a e l'8c di cui 42 a vista.

## Palmarès

### Coppa del mondo
|      | 1993 | 1994 | 1995 | 1996 | 1997 | 1998 | 1999 | 2000 | 2001 | 2002 | 2003 | 2004 | 2005 | 2006 |
| ---- | ---- | ---- | ---- | ---- | ---- | ---- | ---- | ---- | ---- | ---- | ---- | ---- | ---- | ---- |
| Lead | 63   | 10   | 7    | 10   | 5    | 10   | 3    | 4    | 2    | 3    | 7    | 9    | 14   | 16   |

### Campionato del mondo
|      | 1995 | 1997 | 1999 | 2001 | 2003 | 2005 |
| ---- | ---- | ---- | ---- | ---- | ---- | ---- |
| Lead | 14   | 12   | 6    | 1    | 12   | 11   |

## Statistiche

### Podi in Coppa del mondo lead
| Stagione | 1º | 2º | 3º | Podi totali |
| -------- | -- | -- | -- | ----------- |
| 1997     |    | 1  |    | 1           |
| 1998     |    |    |    |             |
| 1999     |    | 1  | 1  | 2           |
| 2000     |    | 2  | 1  | 3           |
| 2001     | 2  |    | 2  | 4           |
| 2002     | 1  | 1  |    | 2           |
| 2003     |    | 1  | 1  | 2           |
| 2004     |    | 2  |    | 2           |
| Totale   | 3  | 8  | 5  | 16          |

## Falesia

### Lavorato
- 8c/5.14b:
  - Vizija - Mišja Peč (SLO) - 21 dicembre 2005[3]
- 8b+/5.14a:
  - Tom et je ris - Verdon (FRA) - 21 agosto 2008 - Quarta salita[4]
  - Bitka s stalaktiti - Misja Pec (SLO) - 13 dicembre 2006
  - Millennium - Misja Pec (SLO) - 13 ottobre 2004
  - Karizma - Misja Pec (SLO) - 26 ottobre 2001
  - Kaj ti je deklica - Misja Pec (SLO) - 29 maggio 1997

### A vista
Ha salito a visto fino all'8a+.

## Boulder
Ha salito boulder fino al 7C.

## Vie lunghe
- Regular North West Face - Half Dome (USA) - 2007
- Astroman - Washington Tower (USA) - 2007
- Golden Gate - El Capitan (USA) - 2007[5]
- Hotel Supramonte - Gola di Gorroppu (ITA) - 28 settembre 2004 - Prima salita femminile[6]